# Sombor
Sombor (v srbské cyrilici Сомбор, maďarsky Zombor) je město v severozápadní části Srbska, v autonomní oblasti Vojvodina, poblíž hranice s Chorvatskem. Patří k středně velkým městům; v roce 2011 měl 47 623 obyvatel. Administrativně je součástí Západobačského okruhu, jehož je hlavním městem a historicky jedním z center regionu Bačka. Opština Sombor, jejíž je město součástí, měla v roce 2011 celkem 87 815 obyvatel.

## Název
Název pochází z maďarštiny, z původního Czoborszentmihály (Czoborský Svatý Michal). První uvedená část názvu odkazuje na rodinu Czoborů, kterým patřily okolní pozemky v 14. století. Do srbského jazyka byl název převzat v současné podobě dle prvního doloženého záznamu již v roce 1543. Kromě toho je doložena řada dalších variant názvu, které se nicméně neprosadily. 
Neoficiální název města, který je rovněž v srbském jazyce používán, zní Ravangrad/Раванград, což označuje město v rovině.

## Historie
Sombor nejspíše vznikl ve 14. století na pozemku šlechtické maďarské rodiny Combor. První písemná zmínka o vesnici na tomto místě pochází z roku 1364. Tehdy nesla název Szentmihály. Postupem času se vesnice stále rozšiřovala, což vlastníkům vyhovovalo, neboť těžili z obchodní výměny místního obyvatelstva se zbytkem Uher. Roku 1443 poničilo město zemětřesení. Vzhledem k expanzi Turků bylo v roce 1478 rozhodnuto o vybudování hradeb. V roce 1478 souhlasil tehdejší maďarský král Matyáš Korvín s výstavbou.
Turci město obsadili v roce 1541 a až do roku 1687, tj. do Velké turecké války je drželi. Soustředil se zde obchod pro okupované Uhry, nacházela se zde turecká vojenská posádka. Město mělo dva tisíce obyvatel a asi dvě stě dílen. Sombor byl sídlem největší náchie v Segedínském sandžaku. V letech 1596 až 1687 bylo součástí Egerského vilájetu. Po porážce Turků ze Somboru odešlo muslimské obyvatelstvo a na jeho místo se dosídlili Srbové (v rámci stěhování Srbů z centrálního a jižního Srbska) a Bunjevci. O přítomnosti pravoslavných křesťanů (Srbů) psal rovněž i turecký cestovatel Evlija Čelebi. Místní srbské obyvatelstvo organizovalo skupiny, které později bojovaly proti Turkům i jinde, např. u Slankamenu (1691) a Zenty (1697). V roce 1702 získalo město speciální status v rámci Vojenské hranice. Od roku 1717 mělo také status vojenského města (latinsky Oppidum militare Somboriensis)

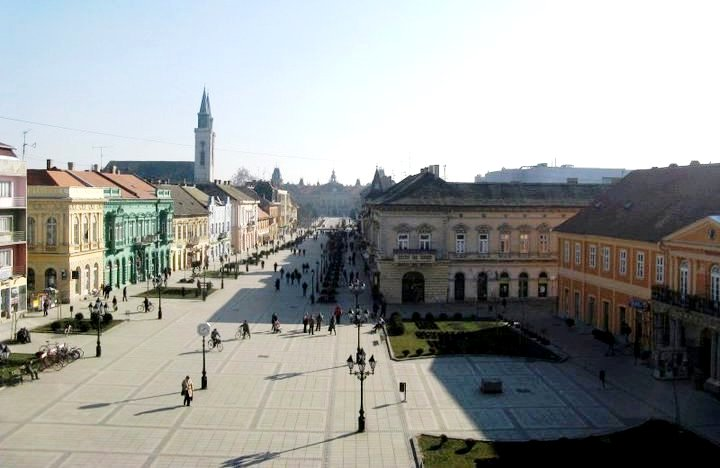
Centrum Somboru

Dne 17. února 1749 se město za vysokou cenu (150 000 forintů) stalo svobodným královským městem. V roce 1722 zde vznikla katolická škola a později, roku 1778 zde byla založena první základní škola se srbským vyučovacím jazykem. Známý byl Sombor ve své době také tím, že se zde nacházela učitelská škola. Od roku 1786 bylo město sídlem uherské župy Bačka, později Bačka-Bodrog. V polovině 18. století se poté město rozšířilo početně o kolonisty ze zbytku Uher a také z Předlitavska. Do Somboru přišli Němci ze Sudet i území dnešního Rakouska.
Na mapách druhého vojenského mapování je patrný střed města Somboru i jeho předměstí. Okolo něj vede již železniční trať z Erdutu (dnes v Chorvatsku do Subotice. Jižně od města lze nalézt i Velký bačský kanál a západně od města meandrující údolí potoka Mostonga, ještě nevčleněné do zástavby města.
Rozvoj města trval až do přelomu 19. a 20. století. Roku 1831 byla otevřena textilní továrna. V roce 1845 zde vznikla čítárna v srbském jazyce. V roce 1880 bylo otevřeno místní divadlo, o tři roky později knihovna. V roce 1900 zde žilo 29 607 obyvatel. Obyvatelstvo bylo národnostně smíšené; v roce 1910 byla její struktura následující: 11 881 Srbů, 10 078 Maďarů, 6 234 Bosňáků a Chorvatů a 2 181 Němců. Roku 1905 byl Sombor elektrifikován. Před první světovou válkou nastala ekonomická stagnace.[zdroj?] Po roce 1918 se město stalo součástí Království SHS a později Jugoslávie. Sombor byl administrativně součástí báčského okruhu (od roku 1922), potom Dunajské bánoviny (od roku 1929). To pro město znamenalo odchod regionální správy, která pro celý region dnešní Vojvodiny sídlila v Novém Sadu.
Během druhé světové války obsadilo město Maďarsko, které tak realizovalo návrat území, o která přišlo v roce 1918. Maďarské vojsko vstoupilo do Somboru 12. dubna 1941, jen pět dní po vypuknutí války na území jugoslávského království. Město bylo od okupace osvobozeno dne 21. října 1944, nedlouho před zahájením tzv. Batinské operace. Ve městě se tehdy nacházela improvizovaná vojenská nemocnice, která ošetřila na 28 000 lidí.
V 3. dekádě 21. století byla při silnici Staparski put budována nová průmyslová zóna.

## Obyvatelstvo
V roce 2011 dle srbského sčítání lidu žilo v Somboru 47 623 obyvatel. Z národnostního hlediska se 67,57 % obyvatel přihlásilo k srbské národnosti, zastoupeny byly dále národnosti chorvatská, maďarská a bunjevská. Počet obyvatel Somboru dlouhodobě klesá, vrcholu dosáhlo město co do počtu lidí v roce 2002, kdy se jednalo o 51 000 obyvatel. 

## Kultura

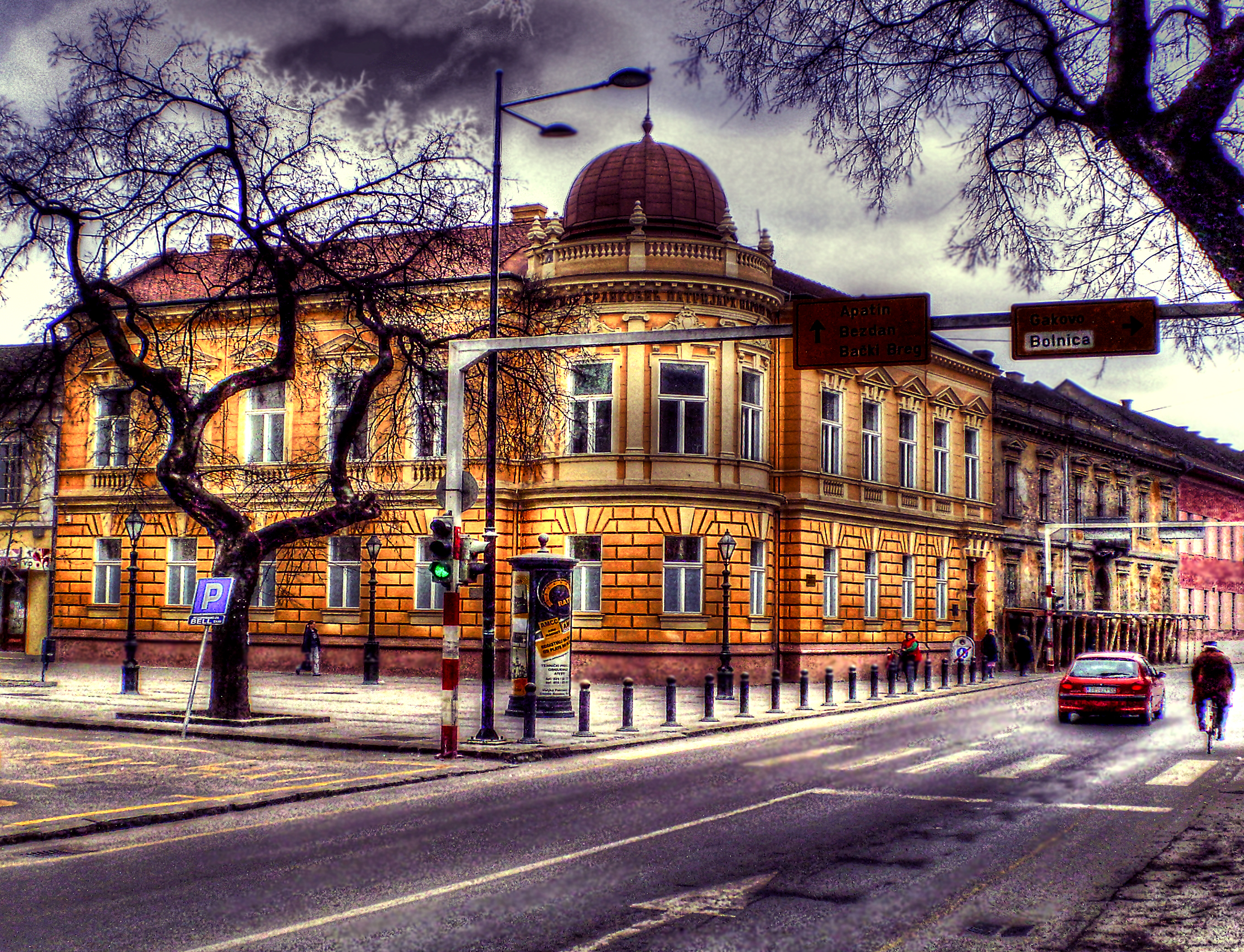
Rohový dům v centru města.

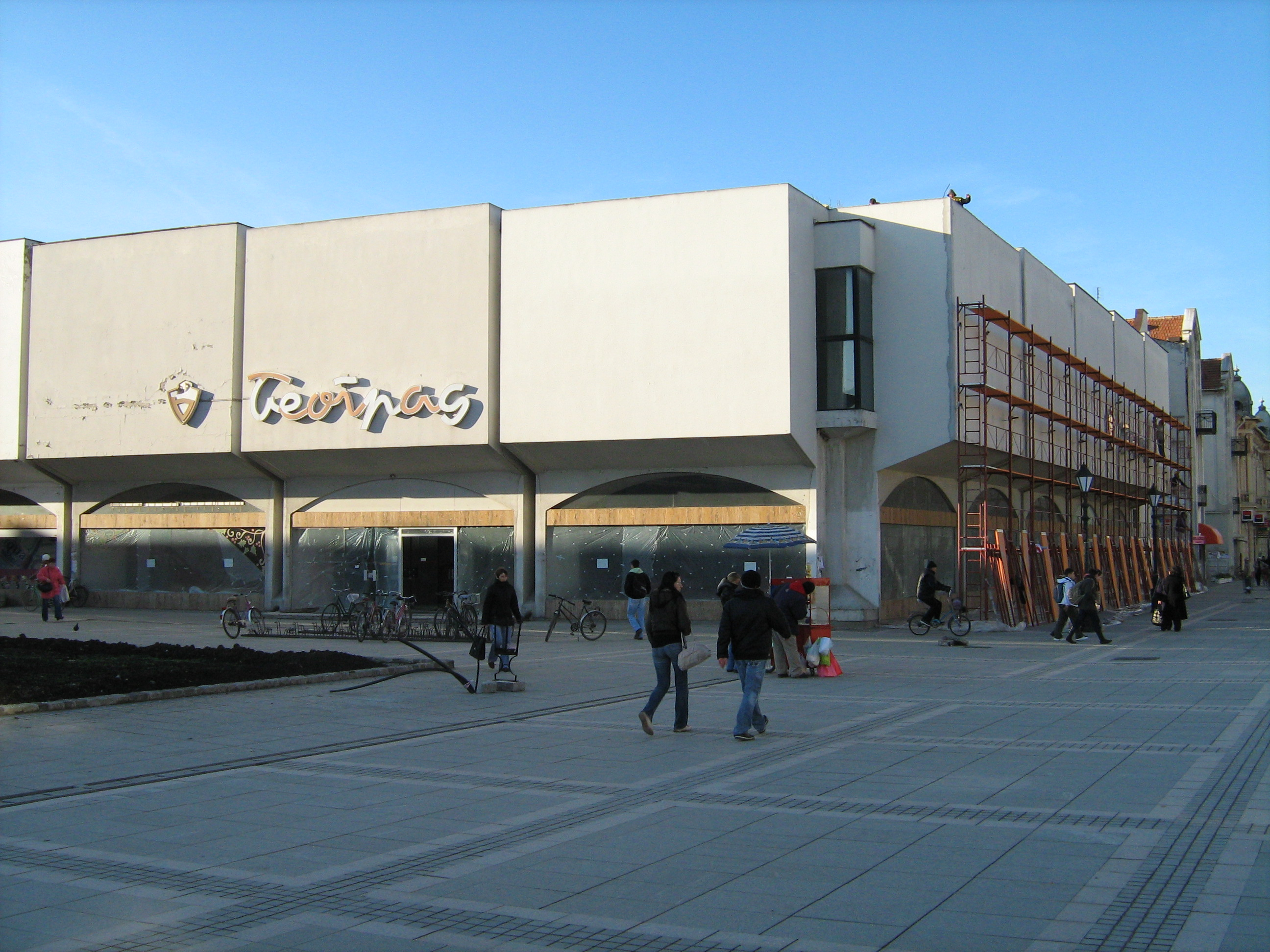
Obchodní dům řetězce Beograd.

V Somboru sídlí pobočka srbského národního divadla. Budova divadla v tomto městě existuje již od roku 1882. Sídlí na adrese Trg Koste Trifkovića  v centru města a je chráněná jako kulturní památka.
Městské muzeum (srbsky Gradski muzej) bylo otevřeno roku 1883. Stojí na západním okraji středu města.
Kromě toho se zde nachází dvě umělecké galerie. 
Mezi místní kulturní památky patří např. také turecký dům (srbsky Turska kuća), který pamatuje ještě období před příchodem rakouské armády.

## Bezpečnost
Ve středu města se nachází věznice (srbsky Kazneno-popravni zavod), která je stavebně napojena na budovu místní radnice. V severní části města potom stojí kasárny srbské armády.

## Doprava
Do Somboru směřuje několik železničních tratí (do Subotice, Vrbasu a Bogojeva), v minulosti odsud vedla i regionální trať do Bezdanu a dále podél břehu Dunaje do Maďarska. Dálnice do Somboru není. Výhledově sem má být budována dálnice, resp. rychlostní silnice s pracovním názvem Úsměv Vojvodiny.
Centrální náměstí (náměstí svatého Jiří (srbsky Trg svetog Đorđa) je upraveno jako pěší zóna a je z něj vyloučena osobní doprava.

## Sport
Sport má v Somboru dlouhou tradici. Organizované sportovní týmy zde vznikly v závěru 19. století, prvním bylo šachové družstvo (1867), poté šermířský klub (1872). Ještě v 19. století se zde začalo hrát vodní pólo, místní sportovci dosáhli v dějinách bývalé Jugoslávie nemalých úspěchů.
Nejstarší atletický klub v zemi (Maraton) je původem ze Somboru. V roce 1912 zde byl založen fotbalový tým Radnički. Roku 1928 se zde uskutečnil první jugoslávský šampionát v stolním tenisu a následně poté byl založen i Jugoslávský pingpongový svaz.

## Zdravotnictví
Ve městě se nachází všeobecná nemocnice.

## Známí rodáci
- Dominik Marković, představitel místní milice v 17. století.
- Nikola Jokić (*1995), srbský basketbalista
- Sándor Gombos (1895–1968), maďarský olympijský vítěz v šermu šavlí z roku 1928